# Патријарх српски Вићентије I
Вићентије I Стефановић био је архиепископ пећки и патријарх српски у време великих превирања у врху патријаршијске управе (1758).

## Биографија
Монашки чин је примио у неком од фрушкогорских манастира, пошто је био васпитаник Карловачке митрополије. Помиње се око 1724. године у манастиру Петковици. Био је архиђакон (1832) на двору карловачког митрополита Викентија Јовановића. Као архиђаком вршио је и дужност визитатора митрополита Викентија, коме је подносио писмене реферате о својим визитацијама. Такође је за време заточења епископа бачког Висариона Павловића управљао Бачком епархијом.
После пораза митрополита Викентија у борби против Владике Висариона и других епископа, био је заједно са генералним секретаром Павлом Ненадовићем и секретаром Матулајем, 1736. године, затворен неколико недеља.
Пре доласка за патријарха пећког био је митрополит београдски (1752). Био је митрополит београдски од почетка 1733. године. Као митрополит београдски посетио је манастир Дечане. О тој његовој посети остао је запис у коме се каже да је 26. јуна 1753. године посетио свету обитељ манастир Дечане, и поклонио се светим моштима светог краља Стефана и сестре му Јелене и да је дао 11 златника и 11 гроша.
Наследио је на патријаршијском престолу Гаврила III Грка, за кога се писало да је враг и разоритељ. Када је постао патријарх Викентије је отпутовао у Цариград да прими берат о постављењу, где је напрасно умро вероватно од последица тровања, 1758. године.